# Batman’s Treaty

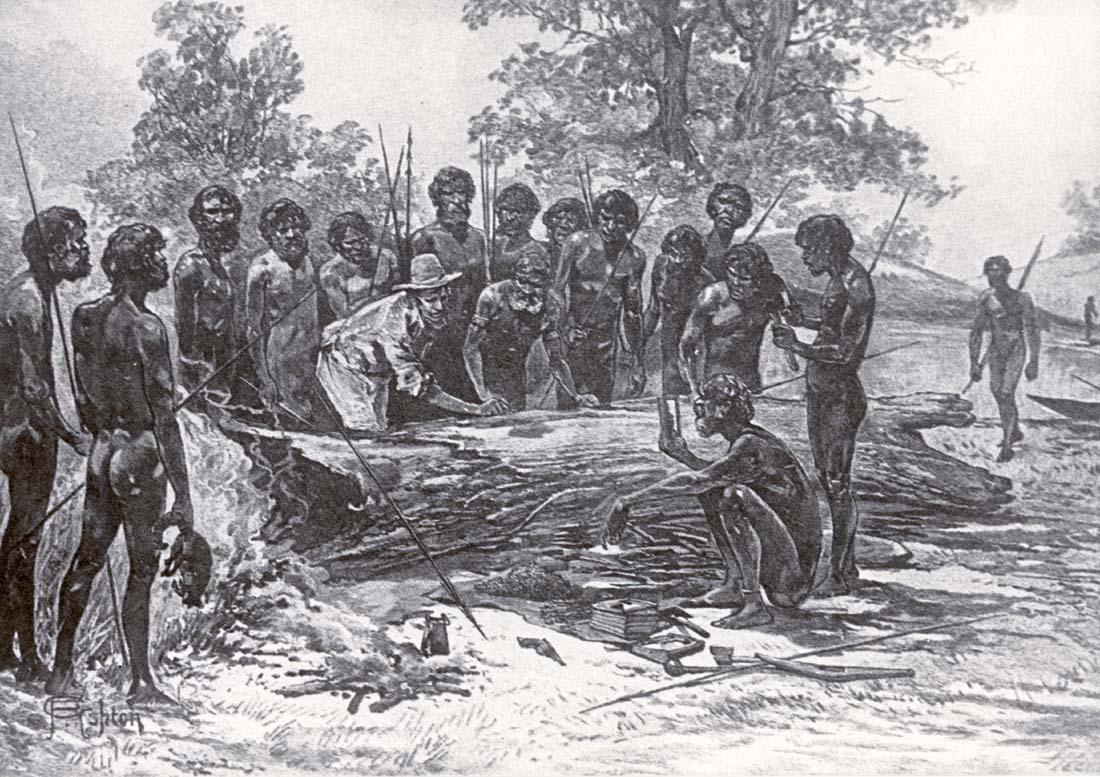
Vertragsunterzeichnung von 1835 nach einer Zeichnung um 1880

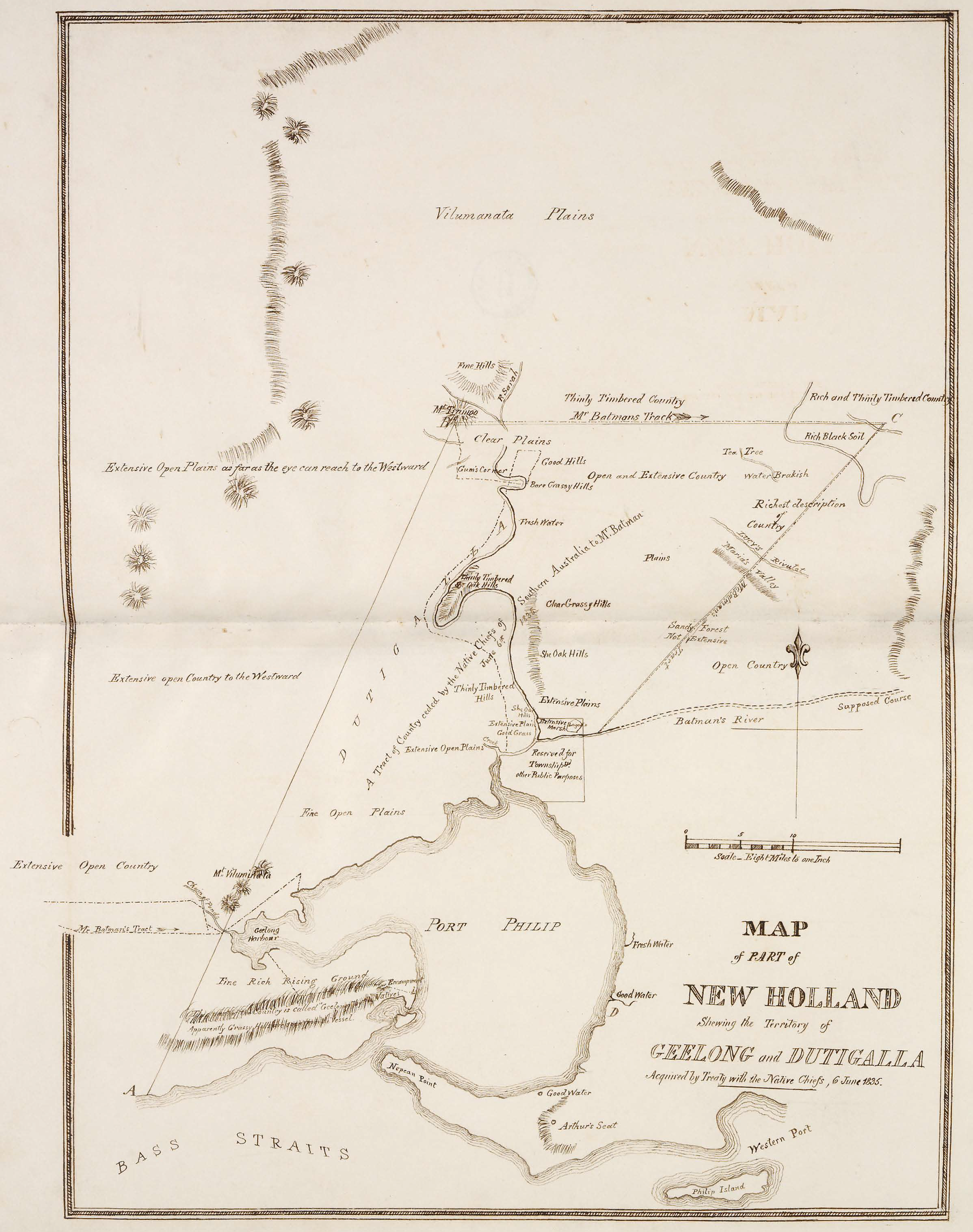
Karte der Port Phillip Bay von 1835. Der Titel sagt, dies sei das Land, das „durch Vertrag mit den Eingeborenen-Häuptlingen [erworben wurde], 6. Juni 1835“

Batman’s Treaty (deutsch: Batman-Vertrag), auch Dutigulla Treaty, Dutigulla Deed, Melbourne Treaty oder Melbourne Deed genannt, wurde am 6. Juni 1835 zwischen John Batman, einem australischen Farmer und Geschäftsmann und einer Gruppe von „elders“ (Stammesältesten) der Wurundjeri-Aborigines über eine Pacht von Land um die Port Phillip Bay, nahe der heutigen Stadt Melbourne, geschlossen. Der Vertrag stellt das einzige Dokument dar, in dem europäische Siedler ihre Anwesenheit und Besetzung von Land der Aborigines verhandelten. Später wurde er durch den Gouverneur von New South Wales, Richard Bourke, für ungültig erklärt, da die britische Krone das Eigentum an ganz Australien beanspruchte. Ob es tatsächlich zu einem Vertragsschluss zwischen den Parteien im bürgerlich-rechtlichen Sinne kam, ist umstritten, ebenso wurde die Echtheit der Unterzeichnung der Stammesältesten in Frage gestellt.

## Vertragsverhandlungen
John Batman war der Führer einer Expedition der Port Phillip Association aus Tasmanien, einer Gruppe von Geschäftsmännern und Farmern, die beabsichtigten, die legale Kontrolle über das Gebiet von Port Phillip zu erlangen, das damals noch ein Teil der Kolonie New South Wales war. Die Expedition bestand neben den Weißen aus fünf Aborigine-Männern aus Parramatta bei Sydney. Die Gruppe segelte mit der Rebecca am 29. Mai 1835 nach Port Phillip Bay und landete am Indented Head. In den folgenden Wochen erkundeten die Männer die Bucht, zuerst die Corio Bay, nahe dem heutigen Geelong, und später befuhren sie den Yarra River und den Maribyrnong River im Norden der Bucht.
Die Expedition traf einige Male auf Aborigines. Bei diesen Treffen wurden Geschenke wie Decken, Taschentücher, Zucker, Äpfel und andere Gegenstände gegen Geschenke wie geflochtene Körbe und Speere eingetauscht.
Am 6. Juni traf sich Batman mit acht Elders der Wurundjeri, den traditionellen Eigentümern des Landes um den Yarra River, darunter Bebejan und Billibellary. Das Treffen fand am Ufer eines schmalen Stromes statt, der genaue Ort ist unbekannt; es wird ein Gebiet am Merri Creek beim heutigen Northcote angenommen. Nach dem Austausch von Geschenken, inklusive Decken, Messer, Scheren und Mehl, unterbreitete Batman Vertragsdokumente, die er unterschrieb und welche angeblich von den acht „elders“ unterschrieben wurden.
Für einen Anschaffungspreis, der mehrere Scheren, Flanell-Jacken, rote Hemden und einen jährlichen Tribut ähnlicher Gegenstände beinhaltete, erhielt er 2000 Quadratkilometer Land um den Yarra River und um die Corio Bay. Der gesamte Wert der Güter wird auf 100 Pfund Sterling im heutigen Wert geschätzt.
Im Gegenzug boten die Woiwurrung gewebte Körbe, Beispiele ihrer Waffen und zwei hochgeschätzte Possum-Umhänge an. Nachdem der Vertrag unterschrieben war, fand eine Feier zusammen mit den Parramatta-Aborigines statt, bei der die Leute von Batman einen Corroboree tanzten.
Batman kehrte am 14. Juni nach Launceston in Tasmanien zurück. Einige Tage später schrieb er an den Gouverneur von Tasmanien, George Arthur, den er über den Vertrag informierte und dass die Association plane, 20.000 Schafe für das Land zu beschaffen. Arthur war nicht erfreut und schrieb an den Gouverneur von New South Wales, Richard Bourke. Nicht nur, dass Batman versuchte mit den Aborigines zu verhandeln, denen die Briten kein Eigentumsrecht an Land in Australien zuerkannte. Batman hatte Land für die Association und nicht für die Krone erworben.
Am 6. August gab Bourke eine Proklamation heraus, ein Dokument, das rechtlich klärte, dass die britische Krone von der Doktrin des Terra Nullius (Niemandsland) ausgeht, dass damit der gesamte australische Kontinent von ihr beansprucht wird und dass nur die Krone Land verteilen und verkaufen kann. Damit war jede Vereinbarung oder jeder Vertrag ungültig, der durch eine Person ohne Einwilligung der Regierung abgeschlossen wurde und klärte, dass sich jede Person im Unrecht befindet, die versucht einen derartigen Vertrag abzuschließen. Das war die ultimative Ungültigkeitserklärung für Batman’s Treaty. Die Proklamation von Bourke wurde am 10. Oktober 1835 vom „Colonial Office“ für rechtsgültig erklärt.
John Helder Wedge, ein anderes Mitglied der Port Phillip Association, verließ Launceston am 7. August 1835, um auf dem Land der Association zu siedeln. Dies geschah, bevor Bourke seine Proklamation verkündete. Als Wedge am Barwon River ankam und sich anschließend Richtung Yarra River begab, traf er auf eine Gruppe, die von John Pascoe Fawkner geführt wurde. Wedge berichtete Fawkner von dem Vertrag, aber Fawkner wollte nicht weichen und erklärte den Vertrag für nichtig. Letztendlich waren beide Männer im Unrecht, denn sie hatten keine Autorisierung durch Gouverneur Bourke.

## Streitigkeiten
Die Rechtsgültigkeit des Vertrags war weitestgehend strittig. Es ist möglich, dass die Markierungen anstelle der acht „elders“, von einem der fünf Aborigines, die Batman aus Parramatta mitbrachte, angebracht wurden. Die Markierungen ähneln denen, die die Aborigines in diesem Gebiet verwendeten. Hinzu kam, dass weder Batman und die Aborigines aus der Gegend von Sydney, noch die Wurundjeri über gemeinsame Sprachkenntnisse verfügten. Es ist sicher, dass die „elders“ den Vertrag nicht verstanden, stattdessen erkannten sie den Austausch von Geschenken, der sich über Tage erstreckte, vermutlich als eine diplomatische Tanderrum-Zeremonie an, die entsprechend ihrer Traditionen die Nutzung und den Gebrauch von Land durch Stammesfremde erlaubt. Erst später engagierte Batman William Buckley, einen entflohenen Sträfling als Dolmetscher, der 32 Jahre unter den Aborigines gelebt hatte.
In jedem Fall ist das europäische Rechtssystem des Eigentums gänzlich unterschiedlich zu dem der Aborigines. Nichtsdestoweniger, der Vertrag wurde als einzigartiges Dokument angepriesen, das in Angriff nahm, eine Vereinbarung über die Nutzung von Land zwischen weißen Siedlern und den lokalen Aborigines zu ermöglichen. Der Vertrag war bedeutend, weil er das erste und einzige Dokument dafür ist, dass europäische Siedler ihre Anwesenheit und Besetzung von Land der Aborigines verhandelten.
Batman ging bis zu seinem Tod im Jahre 1839 von der Gültigkeit seines Vertrages aus.

## Terra Nullius von Bourke
Die Rechtsauffassung einer Terra Nullius von Bourke aus dem Jahre 1835 hatte bis ins Jahr 1992 letztendlich Bestand. Erst die
Entscheidung des High Court of Australia in der Rechtssache Mabo and Others versus Queensland (No. 2) von 1992 bildete eine Grundsatzentscheidung zum Rechtsstatus indigener Völker innerhalb des Commonwealth of Australia.
Dieser Grundsatzentscheidung war 1988 die Entscheidung Mabo and Another v. The State of Queensland and Another (Mabo v. Queensland (No. 1)) vorangegangen. Diese Entscheidung stellte fest, dass schon vor der britischen Kolonisation Australiens die dortigen Urvölker eine Art Territorialherrschaft über ihr jeweiliges Gebiet besaßen und bei der Kolonisation somit nicht ausschließlich Terra Nullius vorlag.